# Gigondas
Gigondas là một xã trong tỉnh Vaucluse thuộc vùng Provence-Alpes-Côte d’Azur ở đông nam nước Pháp. Xã này nằm ở khu vực có độ cao trung bình 400 mét trên mực nước biển.
Gigondas nằm giữa Vacqueyras và Sablet tại chân dãy núi Dentelles de Montmirail. Xã này nổi tiếng với lâu đài Trignon, 'Domaine du Grand Bourjassot' và 'Domaine de la Longue Tocque'.